# تحيا سيلينا
تحيا سيلينا (بالإنجليزية: Selena ¡VIVE!)‏ حفل موسيقي أقيم في الذكرى العاشرة لوفاة سيلينا كوينتانيلا بيريز. أقيم الحفل يوم 7 أبريل 2005 في استاد ريلايانت في هيوستن، تكساس بحضور أكثر من 70.000 شخص. تم إنتاج وتصوير العرض الخاص من قبل شبكة اللغة الإسبانية، يونيفيجن، وهو الأكثر شهرة باللغة الإسبانية في تاريخ الولايات المتحدة.

## روابط خارجية
- تحيا سيلينا على موقع IMDb (الإنجليزية)
- تحيا سيلينا على موقع ليتربوكسد (الإنجليزية)
- تحيا سيلينا على موقع قاعدة بيانات الفيلم (الإنجليزية)